# Robert Lynch Wilbur
Robert Lynch Wilbur, född 4 juli 1925, död 3 oktober 2022, var en amerikansk botaniker.
Auktorsnamnet Wilbur kan användas för Robert Lynch Wilbur i samband med ett vetenskapligt namn inom botaniken; se Wikipediaartiklar som länkar till auktorsnamnet.